# Barco de Fogo
O barco de fogo é um artefato típico da na cidade de Estância, Sergipe, Brasil. Produzido de forma artesanal, possui cunho tradicional, sendo atrelado às festas juninas.  É considerado um dos elementos mais importantes dos festejos juninos do interior do estado, tendo o status de símbolo da identidade cultural da região e patrimônio cultural sergipano. Por esse motivo, Estância é chamada de “capital brasileira do barco de fogo”.

## História
O barco de fogo foi inventado pelo fogueteiro Antônio Francisco da Silva Cardoso, conhecido popularmente como Chico Surdo, por volta do final dos anos 1930. Seu objetivo era criar um barco que não necessitasse das águas do Rio Piauitinga para navegar. Desta forma, inicialmente, Chico Surdo construiu um barco de papelão grosso, movimentando dois foguetes, que deslizava sobre um arame preso em dois mastros, e assim passava de um lado a outro do rio. A confecção do objeto foi aprimorada ao passar dos dos anos, de modo que a brincadeira passou a ser o principal elemento das festas juninas da cidade.
Atualmente, um fio de aço, medindo trezentos metros, atravessa dois pontos da praça Barão do Rio Branco, o que permite que a alegoria em forma de embarcação, que mede aproximadamente um metro de comprimento, e possui armação de madeira recoberta com papel colorido, o que faz com que os foguetes na proa  ganhem movimento.
Ainda uma roldana auxilia a navegação, deslizando sobre o cabo de aço. Enquanto isso, enquanto o barco alegórico vai e volta, o fogo queima girândolas e espadas que se transformam num rendilhado de fogo.
O barco de fogo foi reconhecido como patrimônio cultural imemorial de Sergipe, através da Lei 7.690, de 2003.
A festa dos barcos de fogo é considera uma das mais tradicionais do Brasil, havendo atualmente inclusive um "Concurso dos Barcos de Fogo". O turismo gerado pelo evento movimenta todo o comércio local, além do setor hoteleiro,  além de gerar renda de centenas de fogueteiros.

## Concursos
Os critérios para se julgar o melhor barco de fogo é são velocidade, e decoração. No quesito velocidade, o barco deve ir e voltar ao ponto de partida, sem parar no meio do percurso. Também são pontuadas a ornamentação de flores de fogos expelidas durante o trajeto. Um corpo de jurados composto de personalidades especialistas na cultura sergipana realiza a avaliação.

## Celebração
Dia 11 de junho é uma data especial no calendário cultural do Estado de Sergipe e em particular, para Estância, cidade que não só respira cultura, mas que carrega em seu codinome o título de Berço da Cultura Sergipana. Essa data celebra o ‘Dia do Barco de Fogo’, que foi criado como uma homenagem a Francisco da Silva Cardoso, mais conhecido por Chico Surdo, o inventor do principal símbolo da cidade, que nasceu em 11 de junho de 1907 na Rua Voluntários da Pátria, Bairro Botequim, daí o embasamento para que essa data seja a escolhida para comemorar o “Dia do Barco de Fogo”.
O dia dedicado a ele foi instituído no calendário oficial do Estado de Sergipe, através do Projeto de Lei n°117/2011 de autoria do então Deputado Estadual Gilson Andrade, atual prefeito de Estância, dando origem a Lei nº 7.301/2011. Através dessa lei, Gilson Andrade almejou a valorização e preservação dessa cultura que há décadas surgiu e desde então encanta gerações. O barco de fogo está intimamente enraizado dentro da cultura e da paixão dos sergipanos, fazendo a alegria, embalando sonhos e seduzindo a todos com sua beleza que lhes é peculiar, e que precisa de fato de uma valorização e respeito por ser eminentemente uma obra de arte que pertence não só a Estância, cidade da sua criação, mas a todos os sergipanos e brasileiros que se veem encantados com a magia desse espetáculo.